# شیاطین ۲
شیاطین ۲ (به ایتالیایی: Dèmoni 2) یک فیلم ترسناک ایتالیایی محصول ۱۹۸۶ به کارگردانی لامبرتو باوا و تهیه‌کنندگی داریو آرجنتو است. این فیلم دنباله‌ای بر فیلم شیاطین (فیلم ۱۹۸۵) محسوب می‌شود. دیوید نایت، نانسی بریلی، کورالینا کاتالدی تاسونی و همچنین کوچک‌ترین دختر آرجنتو، آزیا آرجنتو، در اولین بازی خود در سن ده سالگی در این فیلم حضور دارند.
فیلمبرداری برای شیاطین ۲ در می ۱۹۸۶، هفت ماه پس از اکران اولین فیلم اول آغاز شد. فیلمبرداری در هامبورگ آلمان و رم انجام شد. و در اواخر همان سال در سینماهای ایتالیا اکران شد و توسط کمپانی تیتانوس توزیع شد. پس از انتشار این فیلم، ساخت سومین فیلم آغاز شد. با نام به کلیسا (فیلم ۱۹۸۹) که از نظر قصه با شیاطین ۱ و شیاطین ۲ مرتبط نیست.

## بازخوردها
بر اساس ۱۲ بررسی، این فیلم دارای رتبه تأیید ۶۷٪ در راتن تومیتوز است.
نقد آل‌مووی برای این فیلم منفی بود، نوشت: «با کنار گذاشتن طرح ساده، دیالوگ‌های شوم و بازی‌های فجیع، شیاطین ۲ به یک دلیل قابل تماشا است: جلوه‌های مکانیکی و گریم خونین سرجیو استیوالتی».